# La nascita di Cristo, figlio di Dio
La nascita di Cristo, figlio di Dio o La nascita di Cristo (in polinesiano Te Tamari no Atua) è un dipinto a olio su tela (96x131,1 cm) realizzato nel 1896 dal pittore francese Paul Gauguin  a Tahiti, dove il pittore visse per diversi anni.

## Descrizione dell'opera
L'opera rappresenta la nascita di Gesù, cullato da Giuseppe; Maria, rappresentata nel momento immediatamente successivo al parto, è ancora distesa sulla mangiatoia.  La Sacra Famiglia ha i tipici tratti fisici tahitiani, così come la donna che aiuta Giuseppe. Sono presenti anche il bue e l'asinello.